# Stereo Review
Stereo Review fue una revista estadounidense que Ziff-Davis comenzó a publicar en 1958 con el título de HiFi and Music Review. Era una de las varias revistas de aquel entonces dedicadas a la alta fidelidad. A lo largo de su vida publicó una mezcla de reseñas dedicadas a los equipos musicales, a los álbumes de la época y músicos. 
El nombre cambió a HiFi Review en 1959. Se convirtió en HiFi/Stereo Review en 1961 para reflejar la creciente utilización de tecnología estereofónico de las grabaciones de la época. En 1968 se cambió, simplemente, a Stereo Review, reflejando el cambio a sistemas estéreos y simplicando el título. A finales de los años 1980, la revista fue comprada por CBS Magazines (ahora Hachette Filipacchi), y en 1989 absorbió la revista High Fidelity. Durante los años 1990, la moda comenzó a diversificarse hacia equipos de home theater y la revista hizo lo propio. Finalmente, en 1999, la revista se renombró a Stereo Review's Sound & Vision y después Sound and Vision.